# Bertiera longiloba
Bertiera longiloba är en måreväxtart som beskrevs av Kurt Krause. Bertiera longiloba ingår i släktet Bertiera och familjen måreväxter.
Artens utbredningsområde är Kamerun. Inga underarter finns listade i Catalogue of Life.